# Rothmans International London 1977 - Doppio
Il doppio del torneo di tennis Rothmans International London 1977, facente parte della categoria World Championship Tennis, ha avuto come vincitori Ilie Năstase e Adriano Panatta che hanno battuto in finale Mark Cox e Eddie Dibbs con il punteggio di 7–6, 6–7, 6–3.

## Teste di serie
1. Ross Case /  Tony Roche (primo turno)

1. Wojciech Fibak /  Tom Okker (semifinali)

## Tabellone

### Legenda
| - Q = Qualificato - WC = Wild card - LL = Lucky loser | - ALT = Alternate - SE = Special Exempt - PR = Protected Ranking | - w/o = Walkover - r = Ritirato - d = Squalificato |

|  | Quarti di finale             | Quarti di finale             | Quarti di finale            | Quarti di finale | Quarti di finale |  |  | Semifinali                   | Semifinali                   | Semifinali               | Semifinali           | Semifinali |   |   | Finale                       | Finale                       | Finale | Finale | Finale |  |
|  |                              |                              |                             |                  |                  |  |  |                              |                              |                          |                      |            |   |   |                              |                              |        |        |        |  |
|  |                              | Ray Moore Harold Solomon     | 6                           | 5                | 6                |  |  |                              |                              |                          |                      |            |   |   |                              |                              |        |        |        |  |
|  | 1                            | Ross Case Tony Roche         | 3                           | 7                | 4                |  |  | Ray Moore Harold Solomon     | Ray Moore Harold Solomon     | 2                        | 6                    | 3          |   |   |                              |                              |        |        |        |  |
|  | Ilie Năstase Adriano Panatta | Ilie Năstase Adriano Panatta | 7                           | 6                | 7                |  |  | Ilie Năstase Adriano Panatta | Ilie Năstase Adriano Panatta | 6                        | 4                    | 6          |   |   |                              |                              |        |        |        |  |
|  | Vijay Amritraj Dick Stockton | Vijay Amritraj Dick Stockton | 6                           | 7                | 6                |  |  |                              |                              |                          |                      |            |   |   | Ilie Năstase Adriano Panatta | Ilie Năstase Adriano Panatta | 7      | 6      | 6      |  |
|  | Mark Cox Eddie Dibbs         | Mark Cox Eddie Dibbs         | Mark Cox Eddie Dibbs        | 6                | 6                |  |  |                              |                              | Mark Cox Eddie Dibbs     | Mark Cox Eddie Dibbs | 6          | 7 | 3 |                              |                              |        |        |        |  |
|  | John Alexander Ken Rosewall  | John Alexander Ken Rosewall  | John Alexander Ken Rosewall | 4                | 2                |  |  | Mark Cox Eddie Dibbs         | Mark Cox Eddie Dibbs         | Mark Cox Eddie Dibbs     | 7                    | 6          |   |   |                              |                              |        |        |        |  |
|  | 2                            | Wojciech Fibak Tom Okker     | Wojciech Fibak Tom Okker    | 6                | 6                |  |  | Wojciech Fibak Tom Okker     | Wojciech Fibak Tom Okker     | Wojciech Fibak Tom Okker | 5                    | 3          |   |   |                              |                              |        |        |        |  |
|  |                              | Vitas Gerulaitis Jan Kodeš   | Vitas Gerulaitis Jan Kodeš  | 3                | 4                |  |  |                              |                              |                          |                      |            |   |   |                              |                              |        |        |        |  |